# Тараса Шевченка (Чернігівський район)
Тараса Шевче́нка (до 1925 — Тарасевичеві Велички) — село в Україні, у Любецькій селищній громаді Чернігівського району Чернігівської області. Населення становить 337 осіб.

## Історія
12 червня 2020 року, відповідно до розпорядження Кабінету Міністрів України № 730-р «Про визначення адміністративних центрів та затвердження територій територіальних громад Чернігівської області», увійшло до складу Любецької селищної громади.
19 липня 2020 року, в результаті адміністративно - територіальної реформи та ліквідації Ріпкинського району, село увійшло до складу Чернігівського району Чернігівської області.

## Господарство
Функціонує ТОВ «ІМ. ШЕВЧЕНКА». Вид діяльності: розведення великої рогатої худоби.

## Уродженці
- Брагіда Едуард Михайлович (нар. 1969) — український актор. Заслужений артист України.
- Тарасевич Костянтин Михайлович (1922—1945) — Герой Радянського Союзу.[5]